# The Audio Injected Soul
The Audio Injected Soul — второй студийный альбом метал-группы Mnemic, вышедший в 2004 году. В Северной Америке диск разошёлся тиражом около 35 тыс. копий.

## Стиль, отзывы критиков
Эдуардо Ривадавия, критик сайта Allmusic.com, оценил альбом в три с половиной балла из пяти. По его мнению, звучание диска напоминает о творчестве Fear Factory: характерные для грув-метала гитарные риффы сочетаются с харшем и тяжёлой ритм-секцией. Некоторые песни с альбома, как заметил Ривадавия, излишне сложны и слишком длинны, чтобы производить оптимальное впечатление, однако такие композиции, как «Deathbox», «Sane vs. Normal» и «Jack Vegas» гораздо более удачны и доступны, а кавер-версию песни Duran Duran «Wild Boys» рецензент счёл «забавной», хотя и немного шокирующей.

## Список композиций
1. «The Audio Injection» — 0:43
2. «Dreamstate Emergency» — 5:18
3. «Door 2.12» — 4:22
4. «Illuminate» — 5:03
5. «Deathbox» — 4:31
6. «Sane vs. Normal» — 2:46
7. «Jack Vegas» — 3:24
8. «Mindsaver» — 4:12
9. «Overdose in the Hall of Fame» — 5:16
10. «The Silver Drop» — 4:52
11. «Wild Boys» (кавер-версия песни Duran Duran) — 4:59

## Участники записи
- Майкл Богбелл (Michael Bøgballe) — вокал
- Мирсея Габриэль Эфтеми (Mircea Gabriel Eftemie) — гитара, клавишные
- Рунэ Стигарт (Rune Stigart) — гитара
- Томас «Oberst» Коэфод (Tomas «Obeast» Koefoed) — бас-гитара
- Брайан «Brylle» Расмуссен (Brian «Brylle» Rasmussen) — ударные